# Corrupião-de-altamira
Corrupião-de-altamira ou corrupião-bicudo (Icterus gularis) é um corrupião do Novo Mundo. A ave é comum nas planícies subtropicais da Costa do Golfo do México e no norte da América Central, na costa do Pacífico e no interior. Desde então, espalhou-se para o sul do Texas, mas isso só aconteceu em 1939.
Com 25 centímetros e 56 gramas, este é o maior corrupião do género Icterus. A ave nidifica em florestas abertas, sendo o ninho uma bolsa tecida muito comprida, presa à extremidade de um ramo horizontal de uma árvore, por vezes a fios telefónicos.
Esta ave alimenta-se no alto das árvores e, por vezes, na vegetação rasteira. Alimenta-se principalmente de insectos e bagas.
Estas aves são residentes permanentes e, ao contrário dos corrupiões migratórios que se reproduzem nos Estados Unidos, a espécie é sexualmente monomórfica - tanto os machos como as fêmeas têm uma coloração e padrões elaborados.

## Descrição
Tanto os machos como as fêmeas têm a mandíbula e a garganta pretas, bem como o dorso preto e a cauda longa e preta. As asas são pretas, mas as penas de voo são franjadas de branco. Estas formam uma única barra branca nas asas e manchas brancas nas asas quando dobradas.
As coberturas secundárias formam dragonas cor de laranja. A face inferior é quase uniformemente laranja ou laranja-amarelada. Em geral, os exemplares imaturos têm o dorso cor de azeitona e um amarelo baço na cabeça e no corpo. A ave do primeiro ano é semelhante ao adulto, mas tem o dorso cor de azeitona e não preto, e a cauda amarelo-oliva.

## Comportamento
Esta ave vive em zonas semiáridas com árvores dispersas e matas ribeirinhas abertas. É também uma ave solitária, com uma média de um quarto de quilómetro entre ninhos. Na época de reprodução, observou-se pouca agressividade por parte desta ave e não se sabe se é territorial.

### Reprodução
No Texas, a época de reprodução vai de finais de abril a finais de julho. O seu ninho assemelha-se a uma pequena bolsa feita de musgo, erva, fibras de palmeira, ervas daninhas, tiras de casca de árvore e é forrado com penas. O ninho pode também ser pendurado em fios telefónicos. Presume-se que o ninho é construído pela fêmea, mas não se sabe quanto tempo demora. São postos 4 a 6 ovos e os ninhegos (crias de ave que ainda não abandonaram o ninho) são alimentados e tratados por ambos os progenitores.

### Dieta
O corrupião-de-altamira é um respigador forrageiro, que procura alimento entre as copas das árvores e a base das árvores próximas ao solo. A sua dieta inclui frutos (pequenos frutos, amoras e figos) e insectos, como gafanhotos, grilos e lagartas.

### Som
O som do corrupião-de-altamira é uma série de assobios musicais lentos e claros. Em contraste, os chamados do corrupião-de-altamira são assobios ásperos, tagarelice áspera e "ike" nasal.